# Nucula calcicola
Nucula calcicola är en musselart som beskrevs av Moore 1977. Nucula calcicola ingår i släktet Nucula och familjen nötmusslor. Inga underarter finns listade i Catalogue of Life.